# Comuna Katerînivka, Velîka Lepetîha
Katerînivka (în ucraineană Катеринівка) este o comună în raionul Velîka Lepetîha, regiunea Herson, Ucraina, formată din satele Katerînivka (reședința) și Kosteantînivka.

## Demografie
Componența lingvistică a comunei Katerînivka
     Ucraineană (95,42%)
     Rusă (4,47%)
     Alte limbi (0,11%)
Conform recensământului din 2001, majoritatea populației comunei Katerînivka era vorbitoare de ucraineană (95,42%), existând în minoritate și vorbitori de rusă (4,47%).